# Casilla de playa

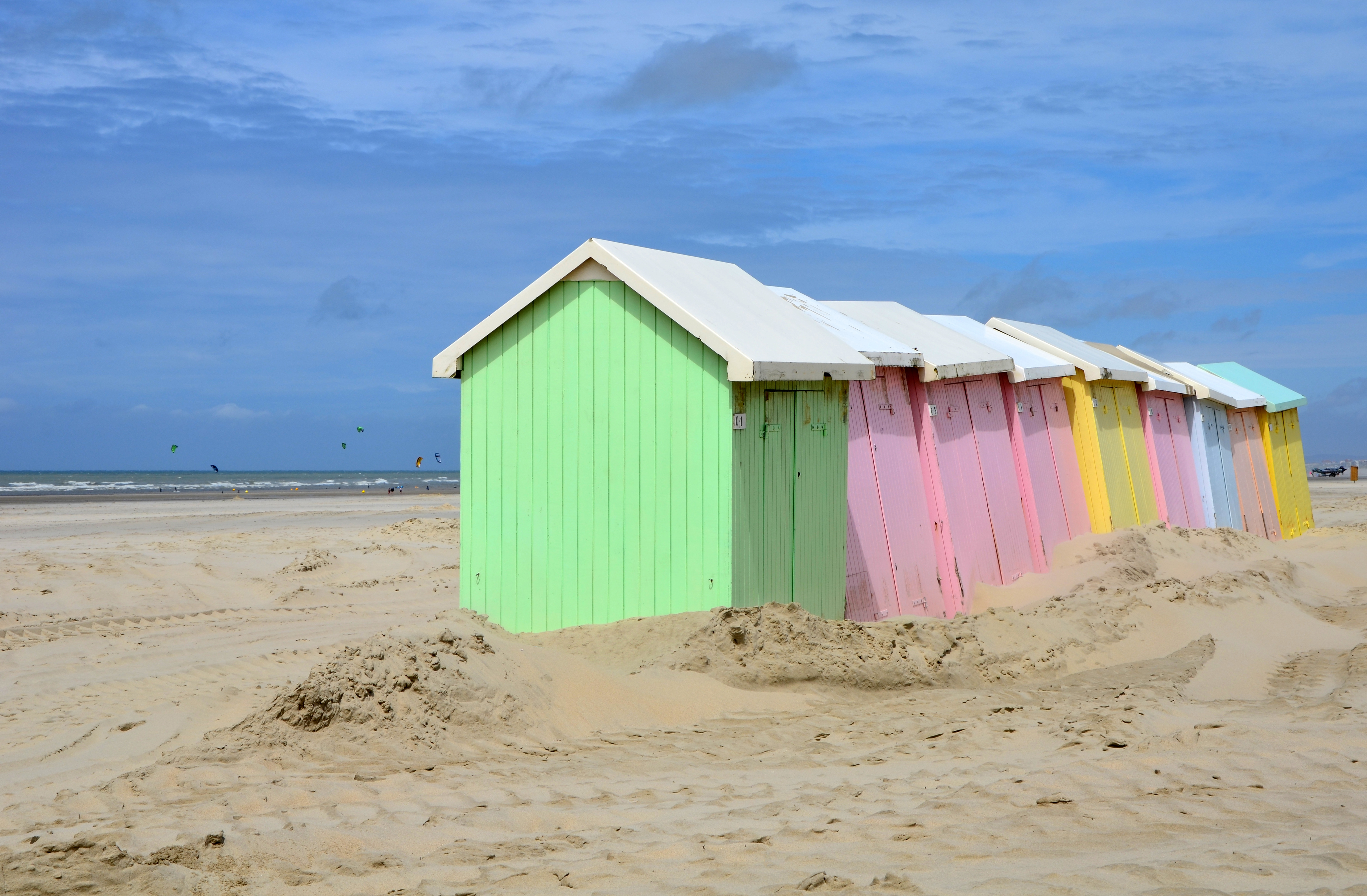
Casillas de playa en Berck, Pas-de-Calais (Francia)

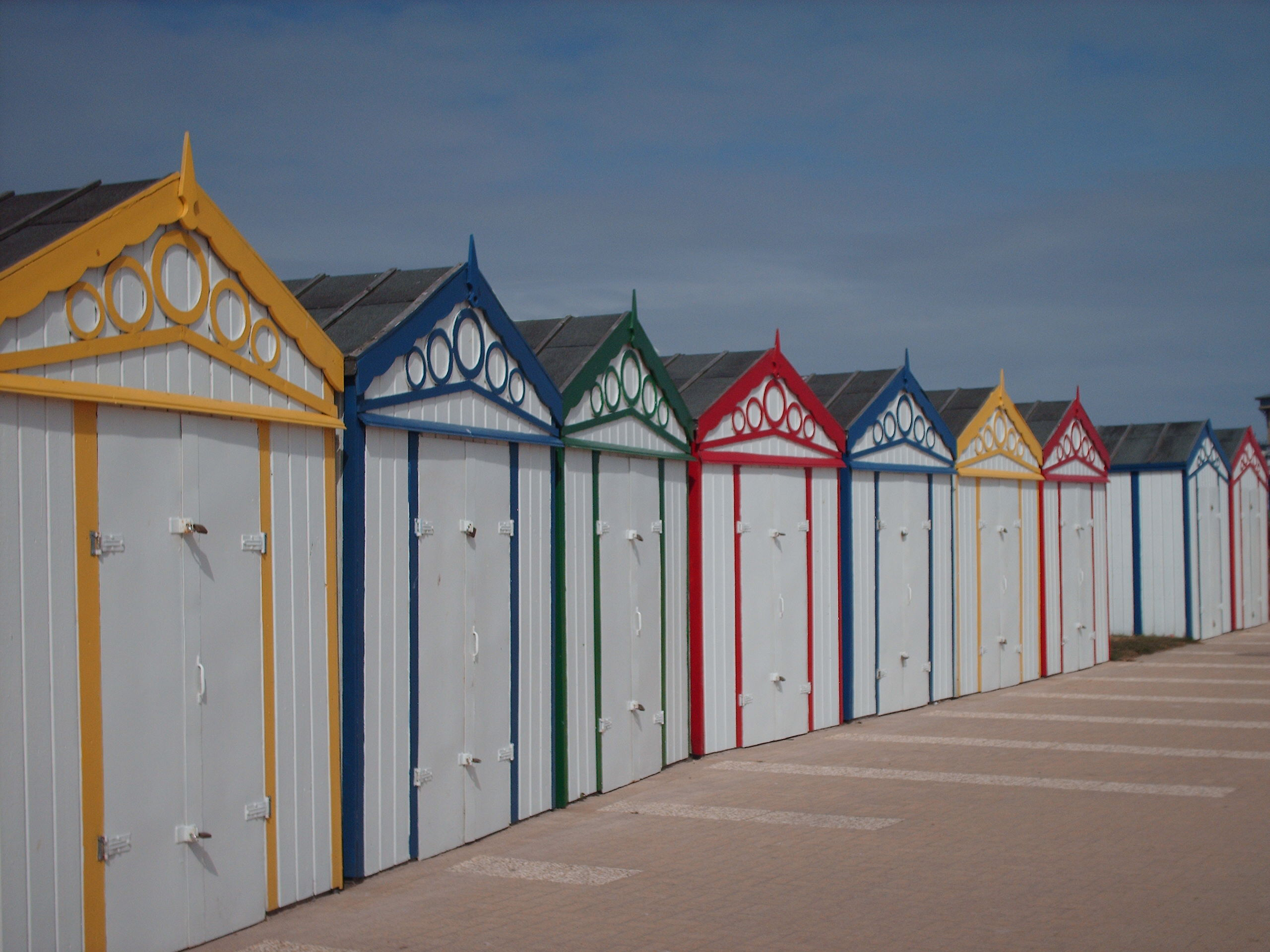
Casillas en Great Yarmouth, Norfolk

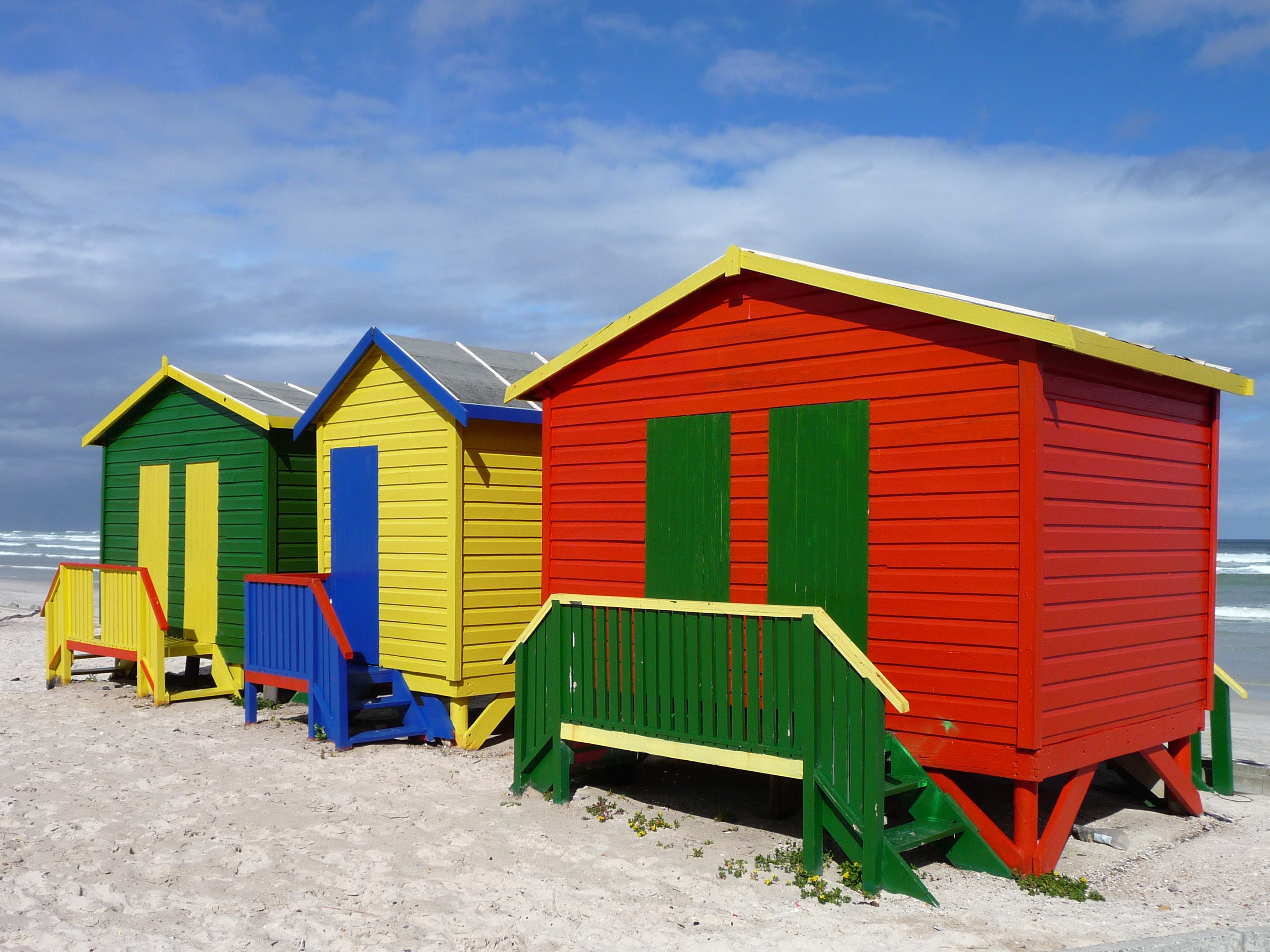
Casillas instaladas frente al mar

Casilla de playa o cabaña de playa es una construcción pequeña, generalmente de madera y pintadas de colores brillantes, que se sitúan por encima de la marea alta, en las playas o balnearios populares.

## Usos y costumbres
Se utilizan generalmente como un refugio, para protegerse del sol o del viento, mientras dure la estadía en el día de playa, para cambiarse de ropa a la entrada o a la salida de la visita realizada a la playa y para tomar alimentos.
Sirve para desvestirse al colocarse o quitarse el traje de baño y para el almacenamiento seguro de algunas de sus pertenencias personales.
Algunas cabañas de playa incorporan instalaciones sencillas para preparar alimentos y bebidas calientes, estas tienen instalaciones de gas y red eléctrica.
En muchos balnearios las casillas de playa están dispuestas en una o más filas en la parte superior de la playa. Dependiendo de la ubicación, las cabañas de playa puede ser de propiedad privada o pueden ser propiedad del ayuntamiento u órgano administrativo.
En las playas populares, las cabañas de playa pueden alcanzar precios considerables en temporada, debido a su ubicación, fuera de toda proporción a su tamaño y comodidades.

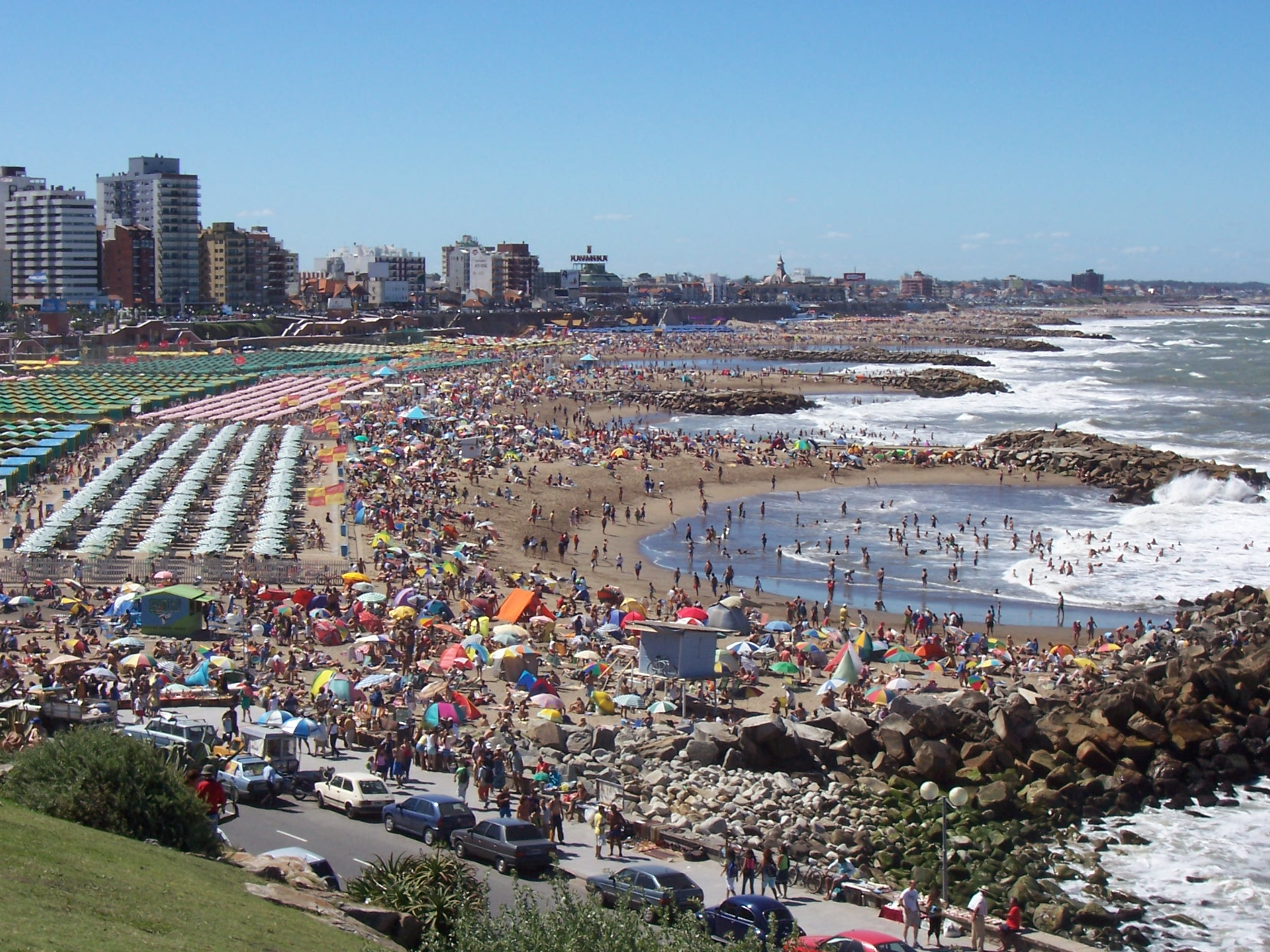
Playa de Mar del Plata, donde se visualizan las instalaciones de carpas

## Carpas de playa
En algunas playas de Argentina (Mar del Plata), el uso de refugios se da en carpas, que reúnen las mismas condiciones que el de una casilla o cabaña.